# Flabellophora brevipes
Flabellophora brevipes är en svampart som beskrevs av Corner 1987. Flabellophora brevipes ingår i släktet Flabellophora och familjen Polyporaceae.   Inga underarter finns listade i Catalogue of Life.